# Венделл (футболіст, 1993)
Венделл (порт. Wendell, нар. 20 липня 1993, Форталеза) — бразильський футболіст, захисник клубу «Сан-Паулу» і збірної Бразилії.
Виступав, зокрема, за клуби «Баєр 04» та «Порту», а також молодіжну збірну Бразилії.
Чемпіон Португалії. Дворазовий володар Кубка Португалії.

## Клубна кар'єра
У дорослому футболі дебютував 2011 року виступами за команду «Іраті», в якій того року взяв участь в 11 матчах чемпіонату. 
Згодом з 2012 по 2014 рік грав у складі команд «Лондрина», «Парана» та «Греміо».
Своєю грою за останню команду привернув увагу представників тренерського штабу клубу «Баєр 04», до складу якого приєднався 2014 року. Відіграв за команду з Леверкузена наступні сім сезонів своєї ігрової кар'єри. Більшість часу, проведеного у складі «Баєра», був основним гравцем захисту команди.
До складу клубу «Порту» приєднався 2021 року. Станом на 25 вересня 2023 року відіграв за клуб з Порту 50 матчів в національному чемпіонаті.

## Виступи за збірні
У 2014 році залучався до складу молодіжної збірної Бразилії. На молодіжному рівні зіграв в 11 офіційних матчах.
| Дата      | Місто       | Господарі | Результат | Гості    | Турнір                            | Голи | Примітки |
| --------- | ----------- | --------- | --------- | -------- | --------------------------------- | ---- | -------- |
| 23-3-2024 | Лондон      | Англія    | 0 – 1     | Бразилія | товариський матч                  | -    | 89'      |
| 26-3-2024 | Мадрид      | Іспанія   | 3 – 3     | Бразилія | товариський матч                  | -    |          |
| 12-6-2024 | Орландо     | США       | 1 – 1     | Бразилія | товариський матч                  | -    |          |
| 28-6-2024 | Парадайз    | Парагвай  | 1 – 4     | Бразилія | Копа Америка 2024 - груповий етап | -    | 45+3'    |
| 2-7-2024  | Санта-Клара | Бразилія  | 1 – 1     | Колумбія | Копа Америка 2024 - груповий етап | -    | 86'      |
| 6-9-2024  | Куритиба    | Бразилія  | 1 – 0     | Еквадор  | Відбір до ЧС 2026                 | -    | 74'      |
| Усього    |             | Матчів    | 6         |          | Голів                             | 0    |          |

## Титули і досягнення
- Чемпіон Португалії (1):

«Порту»: 2021-2022
- Володар Кубка Португалії (3):

«Порту»: 2021-2022, 2022-2023, 2023-2024
- Володар Суперкубка Португалії (1):

«Порту»: 2024
- Володар Кубка португальської ліги (1):

«Порту»: 2022-2023